# Ibán Iyanga
Ibán Iyanga Travieso, meglio conosciuto come Randy (Las Palmas de Gran Canaria, 2 giugno 1987), è un ex calciatore spagnolo naturalizzato equatoguineano, di ruolo centrocampista.